# Быгель (Березники)
Быгель (Быгиль) — бывшая деревня, вошедшая в состав города Березники Пермского края.

## История
В писцовых книгах М. Кайсарова (1623—1624 г.г.) описана как Бегиль. Под названием «деревня Мальцова» упоминается в «Переписной книге Алексея Никеева» под 1690 г., обозначена на карте-двухверстовке 1790 года. В начале XX в. в Б. насчитывалось 12-20 дворов, жителей — 78-112 чел, кирпичное производство Мальцева (8 рабочих).
С сентября 1930 г. — центральная усадьба совхоза «Быгельский» (выращивание овощей и производство молока для рабочих г. Березники). Работал небольшой кирпичный завод.
В 1964 г. административно подчинена г. Березники, жителей — 354 чел. В деревне имелись школа и медпункт.
В 1992 году хозяйство преобразовано в АО закрытого типа "Агрофирма «Быгель», в 1994 г. постановлением администрации Усольского р-на ликвидировано.
20 апреля 2018 г. объявлено о выявлении зоны с высокой скоростью оседаний в южной части деревни. С 24 апреля 2017 года по 9 апреля 2018 года скорости оседаний там составили 35-47 мм/год.

## Этимология
Деревня находится в месте впадения р. Быгель в р. Зырянку, отсюда название. По одной из версий, река получила название от коми-пермяцкого изобразительного сочетания быгылъ-быгыль — подражательного обозначения ходьбы мелкими шагами. То есть, «Быгыль — река с медленным течением».
По другой версии, река именуется от древнетюркского «бөгель», что в переводе означает «извилистая, огибающая». Быгель действительно имеет извилистое русло и огибает несколько возвышенностей.

## Документы
Деревня Мальцова на речке Быгилю а в ней крестьян

Во дворе Федот 44 Кирило 42 лет Михайловы дети Мальцовы у Федота жена Степанида Григорьева дочь 40 лет у негож две дочери девки Варвара 16 Наталья 3 лет у Кирилла жена Матрона Степанова дочь 35 лет у негож детей сын Федор 8 лет да три дочери девки Анисья 10 Арина 5 Анна 4 лет да мать вдова Анна Иванова дочь 58 лет живут они во дворе деда своего Василья Анисимова сына Мальцова и в 704-м году он Василей умре а что де в отказных книгах написан был у них во дворе Прохор Игнатьев сын Тимашев и во 198-м году (л.32об.) Прохор сошел безвестно
Во дворе Федор Афонасьев сын Мальцов 68 лет вдов у него детей сын Ларион 11 лет да дочь девка Дарья 9 лет у негож брат Кирило 66 лет у него жена Марфа Васильева дочь 40 лет у негож детей сын Алексей 5 лет да дочь девка Фекла 6 лет да сестра родная вдова Василиса Ивановская жена Васильева сына Калмака 40 лет

Продолжение переписной книги «Перепись 1710 года: Сибирская губерния: Соликамский уезд: Переписная книга 1711 года вотчин именитого человека Г. Д. Строганова переписи дьяка Сибирского приказа Алексея Никеева».
Без начала. Скреплена подписью: «Дьяк Алексей Никеев» (РГАДА. Ф.214. Оп.1. Д.1497).